# Aire típico
El aire típico es un género musical tradicional de Ecuador. Su popularidad creció en el siglo XIX y XX con la influencia de la música popular, la guitarra y la radio. Tuvo especial popularidad en los andes ecuatorianos donde a veces se lo conoce como cachullapi.

## Reseña

### Características musicales
Es considerada por Luis H. Salgado como una de las danzas criollas, junto con el albazo, el alza, la tonada y el pasacalle. Es de carácter festivo y está relacionado con la chilena, forma como se conoce a la cueca interpretada en Ecuador. Su estructura es generalmente así:
- Introducción: generalmente con progresiones armónicas del modo frigio, por ejemplo, Dm-C7-Bb-A7-Dm.

- Parte A: Im - IIIM - V7 - Im Introducción o estribillo
- Parte B (alta): VIM de la tonalidad original
- Parte A o C: conclusión.